# Museu dos Chineses na América
O Museu dos Chineses na América (MOCA) é um museu na cidade de Nova York que exibe a história sino-estadunidense. É uma instituição educacional e cultural sem fins lucrativos 501(c)(3), que apresenta a história viva, o legado, a cultura e as diversas experiências dos sino-estadunidenses por meio de exposições, serviços educacionais e programas públicos.

## História
Fundado em 1980 na Chinatown de Manhattan, o museu começou como o Projeto da História da Chinatown de Nova York pelo historiador John Kuo Wei Tchen e pelo residente e ativista da comunidade Charles Lai para promover a compreensão da experiência dos chineses nos Estados Unidos e abordar a preocupação que "as memórias e experiências das gerações mais velhas pereceriam sem história oral, documentação fotográfica, pesquisa e esforços de coleta".
Em 2005, o museu recebeu parte de uma doação de 20 milhões de dólares da Carnegie Corporation, possibilitada por meio de uma doação do então prefeito de Nova York Michael Bloomberg.
O museu mudou-se para um novo local na Center Street, 215, em 2009. O espaço foi projetado pela arquiteta Maya Lin e era seis vezes maior que o antigo local. A exposição permanente, With a Single Step, foi projetada pela Matter Practice. Em maio de 2011, Herb Tam tornou-se curador e diretor de exposições.
Em 2019, o museu relançou sua loja de presentes com um novo parceiro, a marca de varejo americana asiática Pearl River Mart. Chamada de MOCA Shop por Pearl River, a loja é uma "coleção com curadoria de itens que têm grande significado na cultura americana chinesa".
Em 2020, um incêndio danificou o prédio na Mulberry Street, 70, onde a coleção do museu estava localizada, e cerca de 85.000 itens podem ter sido perdidos por danos causados pela água.